# Tassemit
Tassemit  o  Jbel Tassemit. (en lengua bereber: Adrar n'Aklim; Aklim n'Ouinisdrar), es una montaña de la región de  Béni Mellal-Khénifra en Marruecos. Su altitud es 2,205 m.
Está en el Alto Atlas no lejos de Beni Melal, en la provincia de Beni Melal.